# متحف دار التراث
متحف دار التراث هو متحف يقع في محافظة الأحساء التابعة لمنطقة الشرقية في المملكة العربية السعودية.

## الموقع
يقع متحف دار التراث بالمنصورة في الأحساء.

## الوصف
يضم متحف دار التراث الذي أنشئ على مساحة 150 متر مربع، تشمل قرابة ثلاثة آلاف قطعة أثرية. حيث جمع جعفر الخواهر القطع الأثرية في المتحف خلال أكثر من سنة.

## أقسام المتحف
يحتوي المتحف على 18 ركنًا تمثل الحرف، وأنواع المقتنيات.

### دار القرآن
يحتوي قسم دار القرآن على مصاحف مخطوطة.

### دار العلم
يحتوي قسم دار العلم على العديد من الكتب القديمة و المخطوطات.

### ركن الأسلحة
يحتوي قسم ركن الأسلحة علي أدوات الحروب.

### ليوان العروس
يحتوي قسم ليوان العروس على أسرة خشبية ونحاسية، وأدوات العروس.

### ركن الطفل
يحتوي قسم ركن الطفل علي أدوات الحضانة، ولعب الأطفال.

### ركن الحفيز
يحتوي ركن الحفيز علي العديد من الكماليات، والهدايا، والعطور.

### أركان الحرفيين
يحتوي على أركان لكل من الحداد، والنجار، والصفار، والخياط، والمزين، وأدوات الفن الأصيل، والخوصيات من منتجات النخلة، وبائع الفوانيس، ومصلح الموازين.

### أركان أخري
تحتوي الأركان الأخرى على الضيافة، والقهوة الشعبية، وأدوات المطبخ الأحسائي.

## مواعيد العمل
يستقبل المتحف الزوار طوال أيام الأسبوع من بعد صلاة العصر إلي صلاة العشاء، ويستقبل طلاب المدارس والوفود الرسمية في الفترة الصباحية.

## الافتتاح
افتتح المتحف في عام 2014، بحضور مدير مكتب هيئة السياحة بالأحساء، وعضو المجلس البلدي بالأحساء، ورئيس جمعية المنصورة الخيرية.

## تطوير المتحف
في عام 2017، تم تطوير المتحف، وضم أكثر من 5 آلاف قطعة تراثية، ومخطوطات قديمة، وعملات، وصور، وخزائن، وأواني الطهي، ودلال القهوة، وأجهزة قديمة، والعديد من القطع، التي يعود تاريخ بعضها إلى أكثر من 4 قرون ماضية.

## المتحف ومونديال كأس العالم بقطر
استقبلت الأحساء العديد من السياح ومشجعي المونديال الذي أقيم بدولة قطر، وكان للمتاحف النصيب الأكبر، وتحديدًا متحف دار التراث، حيث وفَّر المتحف عددًا من المتخصصين في الإرشاد السياحي، يتحدثون أكثر من لغة، مع تعليمهم وتدريبهم للإلمام بتاريخ القطع الموجودة، وأساليب العرض المتحفي.